# Amak

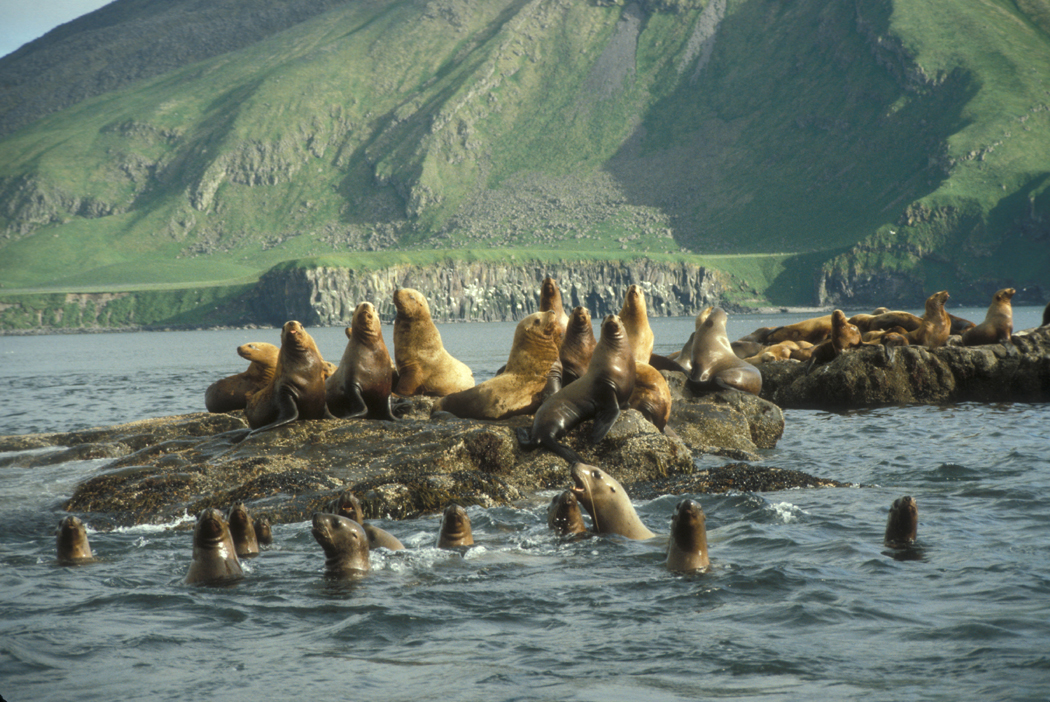
Leoni marini di Steller sull'isola di Amak

Amak  (in lingua aleutina Amax) è un'isola disabitata che si trova al largo della punta occidentale della penisola di Alaska, a nord-ovest della cittadina di terraferma di Cold Bay. L'isola appartiene al borough delle Aleutine orientali (USA). Ha una superficie di 15,09 km² e il suo punto più alto è il monte Amak (488 m), un piccolo stratovulcano la cui ultima eruzione risale al 1796.